# Шарабасов, Сериккали Габдешович
Сериккали Габдешович Шарабасов (7 июля 1942, Жангалинский район, Западно-Казахстанская область — 28 февраля 2016, Уральск) — специалист по филологии и литературоведению, общественный деятель, кандидат филологических наук, профессор, литературовед, писатель, Почетный работник образования Казахстана, Отличник образования Республики Казахстана.

## Биография
Родился 7 августа 1946 года в Жанакалинском районе Западно-Казахстанской области.
В 1968 году с отличием окончил Уральский педагогический институт им. А. С Пушкина.
С 1968 года работал сотрудником литературного отдела газеты «Уральский регион», а с 1971 по 1975 годы — заведующим отделением «Казахский язык и литература» в районном отделе подготовки педагогических кадров. С 1975 г. и до конца жизни был преподавателем, старшим преподавателем, доцентом кафедры казахского языка и литературы, деканом филологического факультета, проректором по воспитательной работе, профессором кафедры казахского языка и литературы. в Западно-Казахстанском государственном университете.
В 1981 году окончил аспирантуру Казахского национального университета им. Аль-Фараби, и в том же году защитил кандидатскую диссертацию на тему «Проблемы характера в казахских рассказах 60-80-х годов».
Скончался 28 февраля 2016 года в Уральске.

## Научные, литературные труды
Автор 2 монографий, более 100 научных статей и аналитических материалов.
1. Әдемілік пе, әдейілік пе?/ С. Шарабасов // Қазақ әдебиеті. — 1977.
2. Қарасөз, эссе: қазақ тілі мен әдебиеті/ С. Шарабасов. — 9-шығуы. — Алматы: ҚазМу,1978
3. Қазақ әңгімелеріндегі экологиялық тақырыптардың шешілуі / С. Шарабасов // Қазақ тілі мен әдебиеті. — 10-шығуы. — Алматы: ҚазМУ, 1979
4. Книга Л. И. Брежнева «Целина» и вопросы создания характера целинников в современном казахском рассказе. — В кн.: Решения ХХYI съезда КПСС крупный вклад в теорию и практику научного коммунизма / С. Шарабасов // Межвуз. науч.-теорет. конферен. — Алма-Ата, 1981
5. Праздник труда: Всесоюз. коммунистич. Субботник / С. Шарабасов. — За пед.кадры, 1982.
6. Анималистік әңгіме: шындық пен шешім : әдеби сын / С.Шарабасов // Жалын. — 1984
7. Өшпес өмір, сұлу жыр : Абдолла Жұмағалиевтің туғанына 70 жыл толуына / С.Шарабасов // Орал өңірі. — 1985.
8. Шоқан және Сібір / С. Шарабасов // Білім және еңбек. — Алматы. — 1986
9. 4-8 кластарда кітап оқушылар конференциясын ұйымдастыру жолдары: Қазақ тілі мен әдебиеті мұғаілмдері үшін методикалық ұсыныс / С. Шарабасов. — Орал, 1986
10. О достоинстве рассказа — В кн.: Проблема реализма в казахской литературе / С. Шарабасов. — Вып 5. — Алма-Ата, 1987
11. В.Бианский творчествосының Орал кезеңі/ С. Шарабасов // Орал,1988
12. Абайдың «Орыс» сөзінің интернационалдық мәні / С. Ғ. Шарабасов // Формирование мировоззренческой культуры будущего педагога: Материалы региональной научно-теоретической конференции, 9-10 декабря. — Орал : А. С. Пушкин атындағы Орал педагогикалық институт, 1989.
13. С. Мұқанов поэзиясындағы интерлексика табиғаты: Сәбит мемориал музейі / С. Шарабасов. — Алматы, 1990
14. Студенттердің өздік жұмыстарын басқару мен бақылау / С. Шарабасов // «Әдебиеттану және методикалық пәндерді оқыту процесінде студент-филологтардың кәсіби білімін, іскерлігін, дағдысын қалыптастыру». — Семей, 1991
15. Қазақ әңгімелеріндегі мифологиялық сипат / С. Шарабасов. — Орал, 1992
16. Абай және халықтық педагогика / С. Шарабасов // Қазақ тілі мен әдебиеті. — 1993.
17. Қазақ халқының ұлттық педагогикасының дамытушысы-Ы.Алтынсарин / С. Шарабасов // Мұғалімдер мамандығын көтеру жүйесін жетілдірудің келелі мәселелері мен жолдары жөніндегі халықаралық ғылыми-тәжірибелік конференция. — Алматы, 1994
18. Қазақ әңгімелеріндегі мифологиялық элементтердің көрінісі / С. Ғ. Шарабасов // А. С. Пушкин атындағы Орал педагогикалық институттың 60 жылдығына орай оқытушы-профессорлар құрамының 56- ғылыми-практикалық конференцияның тезистері. — Орал. — 1995
19. Қадыр Мырзалиев лирикаларының ерекшелігі / С. Ғ. Шарабасов // Жалын. — 1996.
20. Бессмертный университет / С. Ғ. Шарабасов // Уроки М.Ауезова: жинақ. — Орал, 1997
21. Әңгімелер / С. Ғ. Шарабасов // Жалын. — 1998
22. Үштаған / С. Ғ. Шарабасов // Сарыарқа. — 1999
23. О.Бөкеев әңгімелері құрылымындағы фольклорлық сарындар / С. Ғ. Шарабасов // Ізденіс. — 2000.
24. Абай қара сөзіндегі құқ пен билік қағидалары / С. Ғ. Шарабасов // Хабаршы. Философия-филология сериясы. — 2001
25. Бианки және Мұхтар (Әдеби гипотеза) / С.Ғ. Шарабасов // Қазақстан дамуының қазіргі жағдайындағы ғылым және білім беру: тәжірибесі, мәселелері және перспективалары атты БҚМУ 70 жылдығына арналған халықаралық ғылыми-практикалық конференцияның материалдары. — Орал, 2002.
26. Исатай басшы, мен қосшы/ С.Ғ. Шарабасов // Махамбет және мәдени мұра атты М. Өтемісовтың туғанына 200 жыл толу мерекесіне арналған басылым. — 2003
27. Драма поэта и революционера: Садуакас (Сакен) Сейфуллин / С.Ғ. Шарабасов // Приуралье. — 2004.
28. Қадыр және соғыс: ақын Қадыр Мырзалиев туралы / С.Ғ. Шарабасов // Әлемдік тарих шеңберіндегі соғыс және бейбітшілік мәселелері. — 2005.
29. Әйтеке би дилогиясы / С. Шарабасов // БҚГА. — 2006
30. Адамзаттың азабын арқалаған: Зейнолла Қабдоловтың 80 жыл толуына орай / С. Шарабасов // Ана тілі. — 2007.
31. Толстой және мұсылмандық / С.Шарабасов // Орал өңірі. 2008.
32. Ғарифолланың әдебиеттегі образы / С. Ғ. Шарабасов // 2009. Адамдық пен адалдықтың өлшемі — Жұбан!: ақын Ж. Молдағалиев жайында / С. Ғ. Шарабасов // 2010.
33. Таланттың тұнық бастауы [Текст] : ақын Қасым Аманжолов туралы / С.Шарабасов // Орал өңірі. — 2011
34. Көп тіл білгендік — көрегендік / С.Ғ. Шарабасов // Өркен. — 2012.
35. Қажығали Мұхамбетқалиұлының қазақы әңгімелеріндегі характер құбылысы / С. Ғ. Шарабасов, Ж. А. Молдағалиева // М. Өтемісов Батыс Қазақстан мемлекеттік университеті хабаршысы. — 2013
36. Адамгершілік жаңашыры / С.Ғ. Шарабасов // Түркітанудағы ортақ рухани мұралардың зерттелуі: кешегісі, бүгіні, болашағы. — 2014. «Асаудан» «Сол бір сүргінге» дейін немесе Аманкелді Шахин шығармашылығы хақында / С. Шарабасов // 2015.

## Награды и звания
1. Кандидат филологических наук (1981)
2. Доцент (1989)
3. Профессор (1996)
4. «Отличник народного образования» Казахской ССР
5. Медаль «10 лет Независимости Казахстана» (2001)
6. Медаль «10 лет Конституции Казахстана» (2005)
7. «Отличник образования» Республики Казахстан
8. Почетный работник образования Казахстана
9. Медаль «За трудовое отличие»
10. Медаль «20 лет Ассамблеи народа Казахстана» (2015)
11. Золотая медаль «550 лет Казахскому ханству» (2015)